# Moyemont
Moyemont település Franciaországban, Vosges megyében. Lakosainak száma 221 fő (2022. január 1.). Moyemont Badménil-aux-Bois, Fauconcourt, Hardancourt, Padoux, Romont és Saint-Genest községekkel határos.

## Népesség
A település népességének változása:
| Lakosok száma | 221  | 219  | 229  | 223  | 225  | 227  | 226  | 220  | 221  |
|               | 2013 | 2015 | 2016 | 2017 | 2018 | 2019 | 2020 | 2021 | 2022 |